# SM UC-3
SM UC-3 – niemiecki podwodny stawiacz min z okresu I wojny światowej. Był trzecim okrętem typu UC I. Zbudowany w stoczni Vulcan w Hamburgu okręt został zwodowany 28 maja 1915 roku, a do służby w Kaiserliche Marine przyjęto go 1 czerwca 1915 roku. W trakcie swojej służby SM UC-3 odbył 29 patroli bojowych, podczas których postawił wiele zagród minowych, na których zatonęło 19 statków o łącznej pojemności 29 021 BRT, 3 okręty o łącznej wyporności 1571 ton, a 2 statki o łącznej pojemności 1909 BRT zostały uszkodzone. Okręt zatonął z całą załogą 27 maja 1916 roku na minie na północ od Zeebrugge.

## Projekt i budowa
Sukcesy pierwszych niemieckich U-Bootów na początku I wojny światowej (m.in. zatopienie brytyjskich krążowników pancernych HMS „Aboukir”, „Hogue” i „Cressy” przez U-9) skłoniły dowództwo Cesarskiej Marynarki Wojennej z admirałem Tirpitzem na czele do działań mających na celu budowę nowych typów okrętów podwodnych. Doceniając też wagę wojny minowej, 9 października 1914 roku ministerstwo marynarki zatwierdziło projekt małego podwodnego stawiacza min opracowanego przez Inspektorat Torped pod kierunkiem dr Wernera, oznaczonego później jako typ UC I.
SM UC-3 zamówiony został 23 listopada 1914 roku jako trzeci z serii 15 okrętów typu UC I (numer projektu 35a, nadany przez Inspektorat U-Bootów), w ramach wojennego programu rozbudowy floty. Pierwsze 10 jednostek typu, w tym UC-3, zostało zbudowanych w stoczni Vulcan w Hamburgu. Stocznia, nie mając wcześniej doświadczenia w budowie okrętów podwodnych, oszacowała czas budowy okrętu na 5-6 miesięcy, i aby dotrzymać tego terminu musiała wstrzymać budowę torpedowców. UC-3 otrzymał numer stoczniowy 47 (Werk 47). Okręt został zwodowany 28 maja 1915 roku.

## Dane taktyczno–techniczne
UC-3 był niewielkim, przybrzeżnym okrętem podwodnym o konstrukcji jednokadłubowej, którego koncepcja oparta była na projekcie jednostek typu UB I. Długość całkowita wynosiła 33,99 metra, szerokość 3,15 metra i zanurzenie 3,04 metra. Wysokość (od stępki do szczytu kiosku) wynosiła 6,3 metra. Wyporność w położeniu nawodnym wynosiła 168 ton, a w zanurzeniu 183 tony. Jednostka posiadała zaokrąglony dziób oraz cylindryczny kiosk o średnicy 1,3 m, obudowany opływową osłoną, a do jej wnętrza prowadziły dwa luki: jeden w kiosku i drugi w części rufowej, prowadzący do pomieszczeń załogi. Okręt napędzany był na powierzchni przez 6-cylindrowy, czterosuwowy silnik Diesla Daimler RS166 o mocy 90 koni mechanicznych (KM), a pod wodą poruszał się dzięki silnikowi elektrycznemu SSW o mocy 175 KM. Poruszający jedną trójłopatową, wykonaną z brązu śrubą (o średnicy 1,8 m i skoku 0,43 m) układ napędowy zapewniał prędkość 6,2 węzła na powierzchni i 5,22 węzła w zanurzeniu (przy użyciu na powierzchni silnika elektrycznego okręt był w stanie osiągnąć 7,5 węzła). Zasięg wynosił 780 Mm przy prędkości 5 węzłów w położeniu nawodnym oraz 50 Mm przy prędkości 4 węzłów pod wodą. Okręt zabierał 3,5 tony oleju napędowego, a energia elektryczna magazynowana była w akumulatorach składających się ze 112 ogniw, o pojemności 4000 Ah, które zapewniały 3 godziny podwodnego pływania przy pełnym obciążeniu.
Okręt posiadał dwa wewnętrzne zbiorniki balastowe. Dopuszczalna głębokość zanurzenia wynosiła 50 metrów, a czas zanurzenia 23-36 s. Okręt nie posiadał uzbrojenia torpedowego ani artyleryjskiego, przenosił natomiast w części dziobowej 12 min kotwicznych typu UC/120 w sześciu skośnych szybach minowych o średnicy 100 cm, usytuowanych jeden za drugim w osi symetrii okrętu, pod kątem do tyłu (sposób stawiania – „pod siebie”). Układ ten powodował, że miny trzeba było stawiać na zaplanowanej przed rejsem głębokości, gdyż na morzu nie było do nich dostępu (także zapalniki min trzeba było montować jeszcze przed wypłynięciem, co nie było rozwiązaniem bezpiecznym i stało się przyczyną zagłady kilku jednostek tego typu). Uzbrojenie uzupełniał jeden karabin maszynowy z zapasem amunicji wynoszącym 150 naboi. Okręt posiadał jeden peryskop Zeissa. Wyposażenie uzupełniała kotwica grzybkowa o masie 136 kg. Załoga okrętu składała się z 1 oficera (dowódcy) oraz 13 podoficerów i marynarzy.

## Przebieg służby

### 1915 rok
SM UC-3 został wcielony do służby w Cesarskiej Marynarce Wojennej 1 czerwca 1915 roku. Tego dnia dowódcą U-Boota został mianowany kpt. mar. Erwin Weisbach, a okręt włączono do Flotylli Flandria (30 czerwca). Pierwszą ofiarą postawionej przez niego w estuarium Tamizy 5 lipca 1915 roku zagrody, składającej się z 12 min, okazał się zbudowany w 1896 roku norweski parowiec „Peik” (1168 BRT), płynący pod balastem z Cherbourga do Warkworth (bez strat w ludziach). Kolejnym sukcesem odniesionym 14 lipca było zatonięcie w okolicy Calais belgijskiego kutra rybackiego „Vivid”, który wpłynął na zagrodę postawioną w dniu 11 lipca. Następne jednostki, które w lipcu 1915 roku padły ofiarą min postawionych przez okręt w estuarium Tamizy, były niewielkich rozmiarów: 20 lipca zatonął (ze stratą 5 członków załogi) zbudowany w 1914 roku jacht HMY „Rhiannon” (137 ts), a dzień później uzbrojony trawler (z 1906 roku) HMT „Briton” (196 ts), na którym zginęło 11 marynarzy. W sierpniu okręt wykonał dwie operacje minowania, lecz bez sukcesów. Na kolejne zatopienie załoga UC-3 musiała czekać do 12 września 1915 roku, kiedy to w tym samym rejonie na minę wszedł zbudowany w 1899 roku brytyjski parowiec „Ashmore” (2519 BRT), płynący z ładunkiem kukurydzy z Rosario do Rotterdamu (w katastrofie zginęło 4 ludzi).
26 września 1915 roku nastąpiła zmiana na stanowisku dowódcy okrętu: kpt. mar. Erwin Weisbach został zastąpiony przez por. mar. Erwina Waßnera. Pierwszy sukces nowego dowódcy stanowiło zatopienie (na pozycji 51°45′N 1°42′E/51,750000 1,700000) zbudowanego w 1912 roku brytyjskiego parowca „Salerno” (2071 BRT), przewożącego drobnicę na trasie Hull – Marsylia (14 października, bez strat w ludziach). Dwa dni później w okolicy Folkestone na minę wszedł mały brytyjski parowiec „Volscian” (570 BRT), płynący bez ładunku z Dieppe do Grimsby, który jednak uratowano osadzając na mieliźnie. 17 października u ujścia Tamizy zatonął zbudowany w 1913 roku brytyjski uzbrojony trawler HMT „Javelin” (205 ts), na którym zginął 1 marynarz. Ostatnim odniesionym w październiku sukcesem UC-3 było zatonięcie na minie 25 Mm od North Foreland zbudowanego w 1906 roku norweskiego parowca „Selma” (1654 BRT), transportującego surówkę i płyty stalowe z Middlesbrough do Nantes (ze stratą 19 członków załogi). Kolejny statek zatonął na postawionej przez okręt podwodny minie w okolicy Southwold 6 listopada – był to zbudowany w 1902 roku mały brytyjski parowiec „Alastair” (366 BRT), płynący z Londynu do Tyne z ładunkiem rudy żelaza (wraz ze statkiem zginęło 7 ludzi wraz z kapitanem). 11 listopada w tym samym rejonie został zniszczony przez minę zbudowany w 1903 roku brytyjski parowiec „Rhineland” (1501 BRT), przewożący pręty stalowe z Tees do Nantes (ze stratą 20 ludzi, w tym kapitana). 17 listopada szczęście opuściło zbudowany w 1891 roku norweski parowiec „Ulriken” (2379 BRT), transportujący pszenicę na trasie Nowy Jork – Rotterdam, który ze stratą 4 marynarzy zatonął w pobliżu latarniowca „Galloper” w estuarium Tamizy. Kolejną ofiarą postawionych przez UC-3 min został 29 listopada pomocniczy trałowiec HMS „Duchess of Hamilton” o wyporności 553 ts, który zatonął na pozycji 51°47′N 1°40′E/51,783333 1,666667 wraz z 9 marynarzami. Listę grudniowych sukcesów okrętu otworzył zbudowany w 1898 roku norweski parowiec „Nereus” (742 BRT), płynący z ładunkiem węgla z Blyth do Cowes, który zatonął 10 grudnia w estuarium Tamizy ze stratą 1 członka załogi. Dzień później w okolicach przylądka Gris-Nez zatonął (wraz z 2 marynarzami) zbudowany w 1896 roku brytyjski parowiec „Pinegrove” (2847 BRT), płynący pod balastem z Dunkierki do Londynu. Kolejnym zatopionym statkiem był norweski parowiec „Nico” (712 BRT), zbudowany w 1913 roku, płynący z ładunkiem koksu z Newcastle do Boulogne; frachtowiec został zniszczony u ujścia Tamizy 18 grudnia (śmierć poniosło 2 ludzi). Do końca 1915 roku na minach pochodzących z UC-3 zatonęły jeszcze dwie jednostki: 21 grudnia pomocniczy trałowiec HMS „Lady Ismay” (495 ts), który został zniszczony na pozycji 51°48′N 1°39′E/51,800000 1,650000 wraz z 18 marynarzami oraz 27 grudnia, w estuarium Tamizy, zbudowany w 1901 roku brytyjski parowiec „Hadley” (1777 BRT), transportujący węgiel z Newcastle do Londynu (nikt nie zginął).

### 1916 rok
Pierwszym statkiem, który wszedł w 1916 roku na postawioną przez UC-3 minę, był zbudowany w 1882 roku brytyjski parowiec „Breslau” (1339 BRT), który płynął bez ładunku z Calais do Londynu – statek został uszkodzony 14 stycznia na pozycji 50°46′N 1°27′E/50,766667 1,450000 nieopodal przylądka Gris-Nez. Ofiarą tego samego pola minowego był też francuski pomocniczy trałowiec „Auvergne” (523 ts), który zatonął 18 stycznia w okolicy Boulogne. Kolejne sukcesy załoga okrętu podwodnego zanotowała w kolejnym miesiącu: 8 lutego zatonął zbudowany w 1882 roku brytyjski parowiec „Argo” (1720 BRT), transportujący drewno kopalniane z Boulogne do Dunkierki (na pozycji 50°43′N 1°25′E/50,716667 1,416667), a 28 lutego u ujścia Tamizy (na pozycji 52°04′N 1°43′E/52,066667 1,716667) zatonął – ze stratą 19 członków załogi wraz z kapitanem – zbudowany w 1889 roku brytyjski parowiec „Thornaby” (1782 BRT), płynący z ładunkiem rudy żelaza z Marbelli do West Hartlepool.
13 maja 1916 roku nowym dowódcą UC-3 został por. mar. Günther Kreysern. Pod jego dowództwem okręt postawił zagrodę minową, na której Brytyjczycy utracili 2 jednostki: 26 maja (na pozycji 52°13′N 1°47′E/52,216667 1,783333) płynący z ładunkiem węgla z Tyne do Londynu, zbudowany w roku 1905 parowiec „Denewood” (1221 BRT), a 3 czerwca (na pozycji 52°08′30″N 1°44′45″E/52,141667 1,745833) płynący z Tees do Kalkuty parowiec „Golconda” (5874 BRT), zbudowany w 1887 roku, na którym zginęło 19 marynarzy.
Wiadomości o tych sukcesach nie dotarły nigdy do załogi UC-3, gdyż 27 maja 1916 roku okręt zatonął po wejściu na minę na północ od Zeebrugge, na przybliżonej pozycji 51°35′N 3°08′E/51,583333 3,133333 (wszyscy zginęli).